# فيفييه
فيفييه (بالفرنسية: Viviers)‏ بلدية فرنسية تقع في إقليم الأرديش جنوب شرق فرنسا .

## أعلام
- فرانسوا فيليكس